# Vlag van San José de Gracia (Aguascalientes)

Vlag van San José de Gracia (ratio 4:7)

De vlag van San José de Gracia  bestaat uit twee velden verdeeld door een diagonale lijn met identieke afmetingen, met de kleuren in groen vanaf de mastzijde, in wit het tweede diagonale veld en in het midden het wapen van San José de Gracia, met een diameter van driekwart van de breedte van de genoemde lijn en met de gouden tekst "SAN JOSÉ DE GRACIA CONCIENCIA ESFUERZO Y PATRIA" in een cirkelvormig formaat. Een lint of das van dezelfde kleuren mag onderaan de moharra gedragen worden. De vlag heeft de hoogte-breedteverhouding van de vlag net als die van de Mexicaanse vlag 4:7 is.
De vlag werd in gebruik genomen op 1 januari 2024, terwijl de officiële krant van Aguascalientes dit op 31 juli 2023 vermeldt. De ceremonie van de inwijding werd echter pas op 29 januari gehouden. De vlag is geselecteerd na een gemeentelijke vlaggenwedstrijd, en de winnende ontwerp is van Argenis Alejandro García Rodríguez.
De voormalige vlag, die nooit officieel is aangenomen, bestond uit het wapen van San José de Gracia op een wit veld.